# Hypothyris uchiza
Hypothyris uchiza är en fjärilsart som beskrevs av Lamas 1979. Hypothyris uchiza ingår i släktet Hypothyris och familjen praktfjärilar. Inga underarter finns listade i Catalogue of Life.